# Южное (Ленинский район)
Ю́жное (до 1948 года Седжеу́т; укр. Южне, крымскотат. Cağa Secevüt, Джагъа Седжевют) — село в Ленинском районе Республики Крым, в составе Батальненского сельского поселения (согласно административно-территориальному делению Украины — Батальненского сельского совета Автономной Республики Крым).

## Население
| 2001 | 2014 |
| ---- | ---- |
| 120  | ↘79  |

Всеукраинская перепись 2001 года показала следующее распределение по носителям языка
| Язык             | Процент |
| ---------------- | ------- |
| русский          | 80.83   |
| крымскотатарский | 10      |
| украинский       | 5       |
| молдавский       | 3.33    |

### Динамика численности
| - 1864 год — 27 чел. - 1889 год — 164 чел. - 1892 год — 164 чел. - 1902 год — 245 чел. - 1915 год — 368/9 чел. | - 1926 год — 192 чел. - 1989 год — 132 чел. - 2001 год — 120 чел. - 2009 год — 111 чел. - 2014 год — 79 чел. |

## Современное состояние
Согласно КЛАДР России, на 2017 год в Южном числится 17 улиц, что судя по всему, ошибка, поскольку сервис Яндекс.Карты показывает 1 улицу — Морскую; на 2009 год, по данным сельсовета, село занимало площадь 165 гектаров на которой, в 44 дворах, проживало 111 человек.

## География
Расположено на юго-западе района и Керченского полуострова, у места впадения балки Кривая, в полукилометре от берега Феодосийского залива Чёрного моря в его восточной части, примерно в 30 километрах (по шоссе) от райцентра; ближайшая железнодорожная станция — Семисотка (на линии Джанкой — Керчь) — около 20 километров, высота центра села над уровнем моря 21 м. Транспортное сообщение осуществляется по региональной автодороге 35Н-354 от шоссе «граница с Украиной — Джанкой — Феодосия — Керчь» до Южного (по украинской классификации — С-0-10847).

## История
Первое документальное упоминание села встречается в Камеральном Описании Крыма… 1784 года, судя по которому, в последний период Крымского ханства Сиджиут входил в Арабатский кадылык Кефинского каймаканства.
Затем, видимо, вследствие эмиграции крымских татар в Турцию, последовавшую вслед за присоединением Крыма к России 8 февраля 1784 года, деревня опустела и вновь встречается на военно-топографической карте генерал-майора Мухина 1817 года, где деревня Сижигут обозначена разорённой. На карте 1836 года в деревне 15 дворов, а на карте 1842 года Саджеут обозначен условным знаком «малая деревня», то есть, менее 5 дворов.
В 1860-х годах, после земской реформы Александра II, деревню приписали к Арма-Элинской волости. Согласно «Списку населённых мест Таврической губернии по сведениям 1864 года», составленному по результатам VIII ревизии 1864 года, Седжеут — владельческая татарская деревня с 8 дворами, 27 жителями и мечетью на берегу моря. По обследованиям профессора А. Н. Козловского начала 1860-х годов, в селении «пользуются дождевой водой, собираемой в аутах и запрудах» (Аут — небольшой пруд в степном Крыму, наполнявшийся дождевой и талой водой). На трёхверстовой карте Шуберта 1865—1876 года в деревне Сиджеут обозначено 16 дворов.
В «Памятной книге Таврической губернии 1889 года» по результатам Х ревизии 1887 года, Сиджеут, с 24 дворами и 164 жителями, записан в составе Кишлавской волости. По «…Памятной книжке Таврической губернии на 1892 год» в деревне Сиджеут, уже Владиславской волости, входившей в Арма-Элинское сельское общество, числилось 150 жителей в 14 домохозяйствах, а в не входившем в сельское общество Седжеуте — 14 безземельных жителей, домохозяйств не имеющих.
После земской реформы 1890-х годов деревня осталась в составе преобразованной Владиславской волости. По «…Памятной книжке Таврической губернии на 1902 год» в деревне Сиджеут числилось 245 жителей в 15 домохозяйствах. На 1914 год в селении действовало земское училище. По Статистическому справочнику Таврической губернии. Ч.II-я. Статистический очерк, выпуск пятый Феодосийский уезд, 1915 год, в деревне Седжеут-Джага Владиславской волости Феодосийского уезда числилось 46 дворов (все дворы с землёй) с болгарским населением в количестве 368 человек приписных жителей и 9 — «посторонних», из которых 184 мужчины и 193 женщины. Жители владели 820 десятинами удобной земли. В хозяйствах имелось 184 лошади, 40 волов, 30 коров и 200 голов овец, свиней, или коз.

После установления в Крыму Советской власти, по постановлению Крымревкома от 8 января 1921 года была упразднена волостная система и село вошло в состав вновь созданного Владиславовского района Феодосийского уезда, а в 1922 году уезды получили название округов. 11 октября 1923 года, согласно постановлению ВЦИК, в административное деление Крымской АССР были внесены изменения, в результате которых округа ликвидировались и Владиславовский район стал самостоятельной административной единицей. Декретом ВЦИК от 04 сентября 1924 года «Об упразднении некоторых районов Автономной Крымской С. С. Р.» в октябре 1924 года район был преобразован в Феодосийский и село включили в его состав. Согласно Списку населённых пунктов Крымской АССР по Всесоюзной переписи 17 декабря 1926 года, в селе Джага-Седжеут Арма-Элинского сельсовета (в котором село состояло всю дальнейшую историю) Феодосийского района, имелось 48 дворов, из них 44 крестьянских, население составляло 192 человека (91 мужчина и 101 женщина). В национальном отношении учтено: 187 болгар, 3 русских и 2 армян, действовала русская школа. Постановлением ВЦИК «О реорганизации сети районов Крымской АССР» от 30 октября 1930 года (по другим сведениям 15 сентября 1931 года) Феодосийский район упразднили и село включили в состав Ленинского. Во время Великой Отечественной войны, в ходе проведения Керченско-Феодосийской десантной операции в январе-мае 1942 года в районе села происходили бои частей 111-го и 477-го артиллерийского полка 44-й армии. Погибшие 21 воин был захоронен в братской могиле, на которой был установлен памятник, в 1985 году заменённый на современный. Объект культурного наследия России.

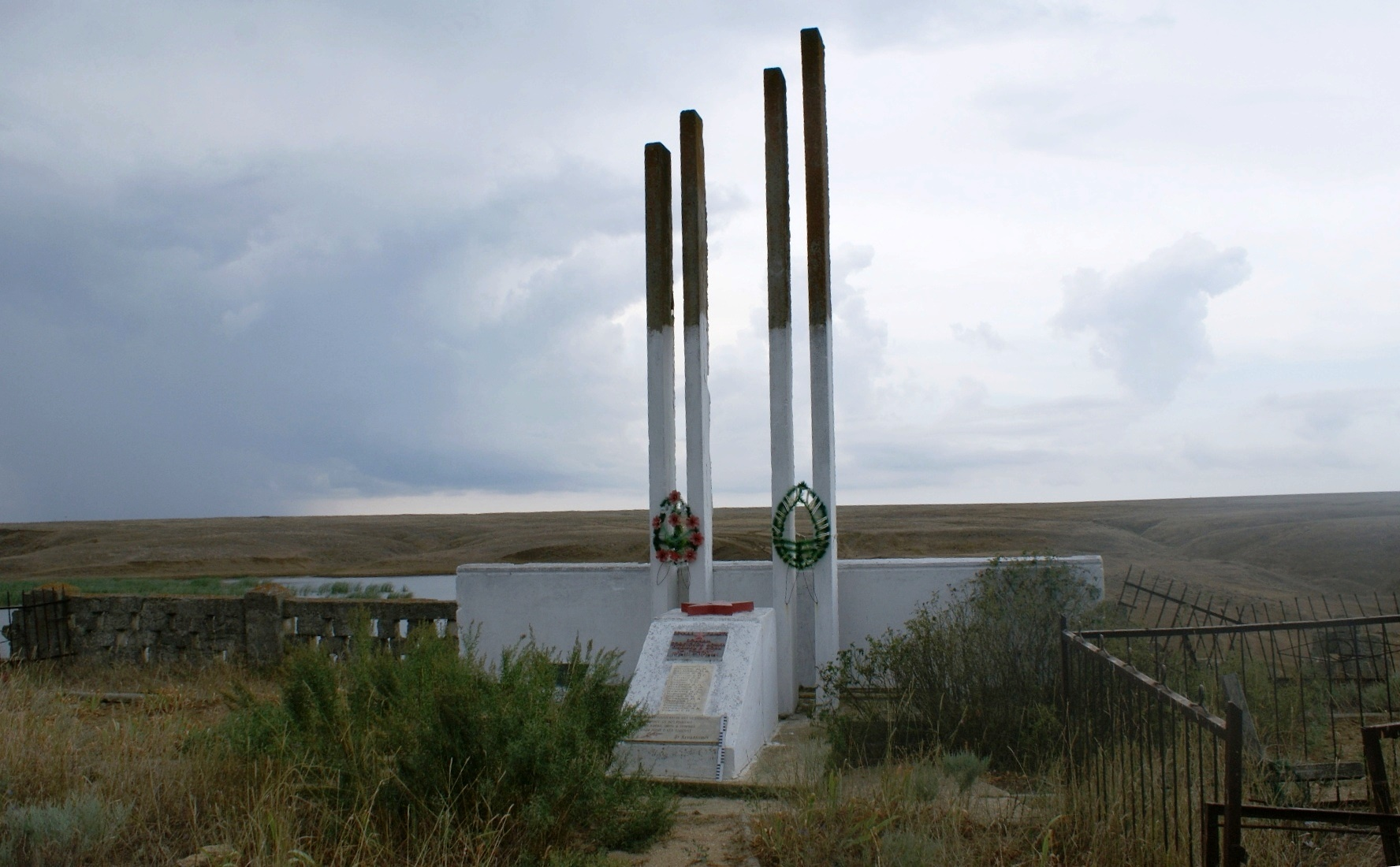
Братская могила

В 1944 году, после освобождения Крыма от фашистов, согласно Постановлению ГКО № 5984сс от 2 июня 1944 года крымские болгары и армяне были депортированы из Крыма. С 25 июня 1946 года Сейтджеут в составе Крымской области РСФСР. Указом Президиума Верховного Совета РСФСР от 18 мая 1948 года, Сейтджеут переименовали в Южное. 26 апреля 1954 года Крымская область была передана из состава РСФСР в состав УССР. По данным переписи 1989 года в селе проживало 132 человека. С 12 февраля 1991 года село в восстановленной Крымской АССР, 26 февраля 1992 года переименованной в Автономную Республику Крым. С 21 марта 2014 года в составе Крыма аннексировано Россией.